# Kurvalansaari
Kurvalansaari är en ö i Finland. Den ligger i sjön Viinijärvi och i kommunerna Libelits och Polvijärvi och landskapet Norra Karelen, i den sydöstra delen av landet, 400 km nordost om huvudstaden Helsingfors. Öns största längd är 2,1 kilometer i nord-sydlig riktning.